# Абушев, Магомед-Гасан Мингажутдинович
Магомет-Гасан Мингажутдинович Абушев (10 ноября 1959, Карабудахкент, Карабудахкентский район, Дагестанская АССР, РСФСР, СССР) — советский борец вольного стиля, чемпион СССР, Европы и Олимпийских игр.

## Биография

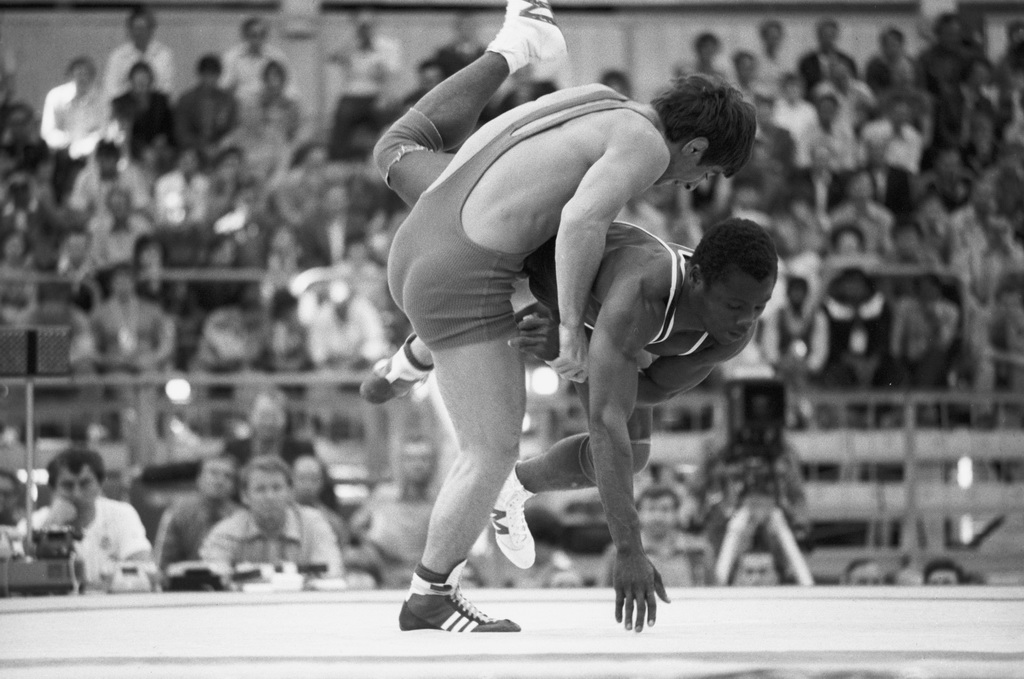
Поединок между Абушевым (спиной) и Атаси, Огустин (Нигерия) на московской Олимпиаде

Кумык. В 1981 году окончил факультет советской торговли и в 2004 году юридический факультет Дагестанского государственного университета. Выступал за «Динамо» (Махачкала). В 1984 году оставил большой спорт. В 1984—1988 годах работал в Спорткомитете Дагестанской АССР. В 1988—1994 годах работал в торговле и потребкооперации. Затем до 1998 года был главным инженером Дербентской нефтяной базы. В 1998—2000 годах работал заместителем руководителя ГУП «Дагвино». С 2003 года аудитор счётной палаты Дагестана.

## Достижения
- Заслуженный мастер спорта СССР (1980).
- Чемпион Олимпийских Игр 1980 года в лёгком весе.
- Чемпион Европы 1980 года.
- Чемпион Кубка мира 1981 года.
- Победитель командных соревнований на Кубке мира 1981 года.
- Чемпион СССР 1984 года.
- Чемпион мира (среди молодёжи) 1977 года.
- Чемпион мира (среди молодёжи) 1979 года.